# Zapieraczka

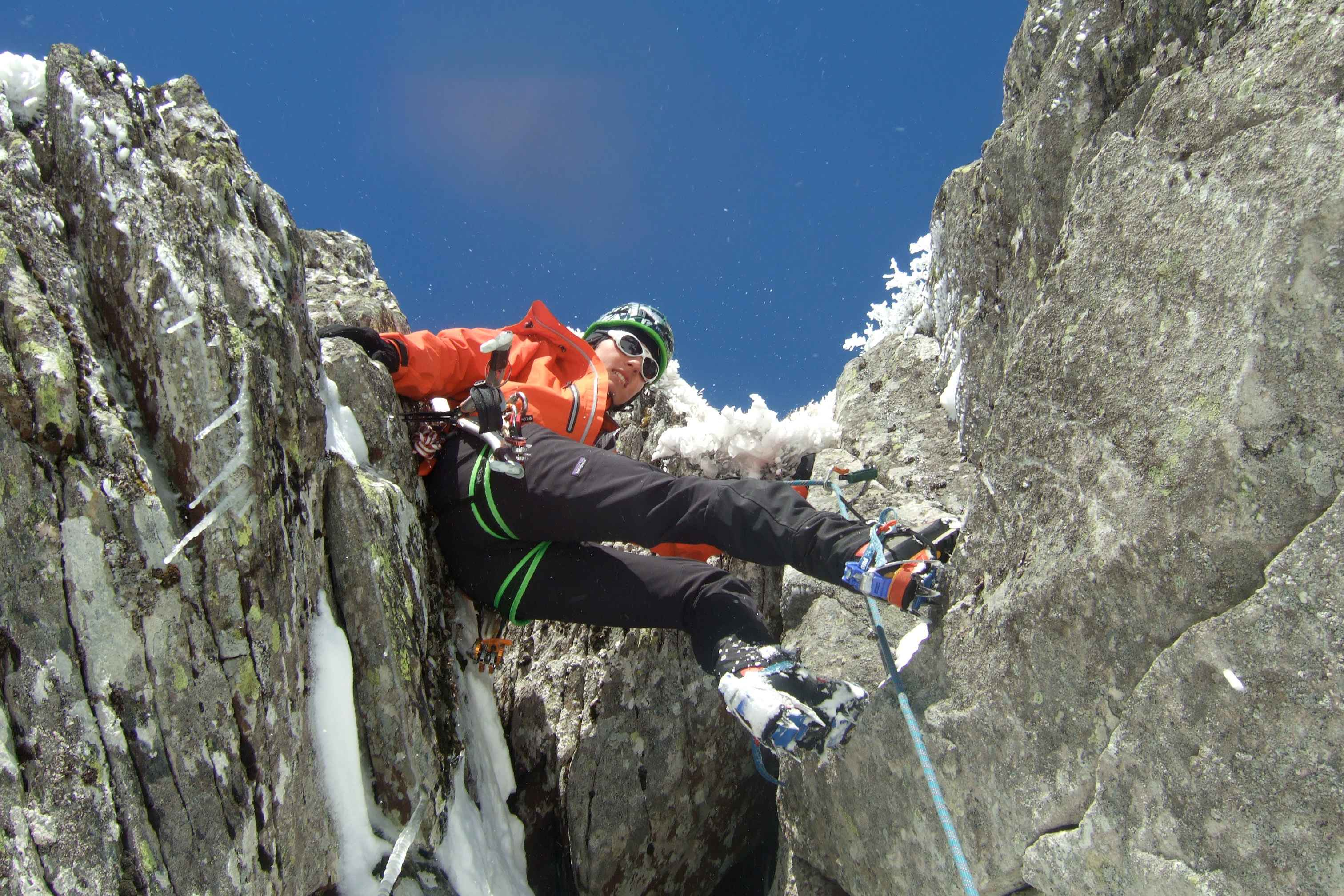

Zapieraczka – jedna z technik wspinaczkowych. We wspinaczce skalnej jest to sposób pokonywania formacji skalnych typu komin i szczelina, czyli takich, które mają dwie równoległe, pionowe ściany. Zapieraczkę często wykorzystuje się także w jaskiniach przy pokonywaniu kominów, studni i szczelin.
Zapieraczka polega na tym, że wspinacz opiera się o jedną ścianę komina czy studni nogami i rękami, a o przeciwległą plecami. Ta technika możliwa jest do zastosowania tylko w otworach o określonej szerokości. Możliwy jest krótki odpoczynek poprzez zaparcie się plecami o jedną ścianę, nogami o drugą. Ważne jest, by podczas zapieraczki nogi nie znajdowały się powyżej pasa. Dłonie powinny być na wysokości barków, lub poniżej.
Odmianą zapieraczki jest rozpieraczka, podczas której nogi znajdują się na przeciwległych ścianach otworu.